# Vier Frauen und ein Todesfall
Vier Frauen und ein Todesfall ist eine österreichische Landkrimiserie mit ausgeprägt satirischen Zügen. Sie wurde 2005 zum ersten Mal auf ORF 1 gesendet. In der Schweiz läuft die Serie auf SRF 1, seit Herbst 2008 zeigt sie auch RTL Crime. Auf Arte wurde sie auch französisch synchronisiert ausgestrahlt, verkauft wurde sie außerdem nach Slowenien, Bosnien, Bulgarien, Dänemark, Italien (Paramount Channel) sowie in die Ukraine und nach Russland.

## Hintergrund & Handlung
Bei der Serie handelt es sich nicht nur um einen klassischen Krimi, sondern um einen, in dem vor allem Dialogwitz bzw. schräge Wortgefechte im Vordergrund stehen. Die Serie kann man durchaus eine Landkrimi-Satire nennen. Für alle Drehbücher zeichnet von Anfang an das Team Uli Brée & Rupert Henning verantwortlich. Die ursprüngliche Idee stammt von Wolf Haas und Annemarie Mitterhofer, wurde von den zwei Drehbuchautoren bearbeitet und vor allem um den typischen ländlichen österreichischen Schmäh ergänzt.
Die Titelheldinnen sind immer sofort zur Stelle, wenn in der Umgebung jemand stirbt, weil sie eben hinter jedem Todesfall, der im (fiktiven) Dorf Ilm passiert, ein Verbrechen wittern. Aus diesem Grund werden sie von den Dorfbewohnern als „Begräbnisweiber“ bezeichnet, aber nicht nur deshalb, weil sie regelmäßig an jeder örtlichen Trauerfeier teilnehmen. Das verschworene Damenquartett, das nicht gerade auf den Mund gefallen ist, stürzt sich dann nämlich mit größtem Vergnügen und Leidenschaft ins Recherchieren und löst schlussendlich jeden dieser Todesfälle – wenn auch meist mit eigenartigen und ziemlich ungewöhnlichen Ermittlungsmethoden, mit denen sie die wahren Ermittler der Ilmer Polizeistation und auch die Dorfbewohner des sonst so idyllischen Dörfchens Ilm ganz schön auf Trab halten.
Bei jedem für die Ilmer Hobbydetektivinnen ungewöhnlichen Todesfall tritt die Skepsis auf, die dann von einer der „Ilmer-Ermittlerinnen“ und selbsternannter „Stütze der Gemeinde“ Julie Zirbner (dargestellt von Adele Neuhauser), mit dem vielsagenden Spruch gekrönt wird: „I glaub’ ned, dass des a Unfoi woar!“, bzw. „Ich glaub’ nicht, dass er/sie eines natürlichen Todes gestorben ist!“ – und veranlasst bei den vier außergewöhnlichen Damen zugleich logischerweise auch das Verlangen und den Ehrgeiz nach Gerechtigkeit und Aufklärung des Falles.
Drei unterschiedliche Regisseure bieten in der zehnteiligen ersten Staffel z. T. recht Unterschiedliches. Konstant sind das ländliche Milieu (Salzkammergut, Mondseeland) und die Hauptcharaktere: Vier Frauen unterschiedlichen Alters, die „Begräbnisweiber“. Dazu kommt eine mehr oder weniger satirisch überzeichnete Dorfgemeinschaft, die allzu oft nichts von den Ermittlungen der vier Frauen wissen will.
Über den gesamten Verlauf der Serie blieben nur drei der "Vier Frauen" erhalten, die vierte wurde drei Mal ausgetauscht.
Zu Beginn wurde die Serie von Kritikern als Flop bezeichnet. Die durchschnittlichen Zuschauerzahlen lagen jedoch bei ungefähr 1,3 Millionen Zuschauern, sodass der ORF beschloss, die Serie weiter zu produzieren.
Außer schöner österreichischer Landschaft bietet die Serie typischen Wiener Schmäh und ein unorthodoxes Frauenbild. Die Serie wurde überwiegend in der Salzburger Gemeinde Faistenau und im oberösterreichischen Zell am Moos gedreht.
Ab 10. April 2007 liefen die acht neue Folgen der zweiten Staffel, die von Juni bis Oktober 2006 gedreht wurden, auf ORF 1.
Im März 2010 lief dort dann auch die sechsteilige dritte Staffel, die 2008 im Mondseer Land gedreht wurde, welche ursprünglich auch als letzte Staffel vorgesehen war.
Nach drei Jahren Auszeit wurden im September 2011 dann sechs neue Episoden produziert, die ab 6. März 2012 auf ORF1 zu sehen waren. Das Dauerthema der gesamten Staffel ist die Planung eines Passionsspiels.
Ab dem 8. Mai 2012 wurde die 5. Staffel gedreht, die ab dem 30. April 2013 ausgestrahlt wurde. In dieser sechsteiligen Staffel finden Vorbereitungen zum Passionsspiel statt, weshalb viele der männlichen Darsteller lange Haare und Bärte tragen. Außerdem wird diesmal nicht ein Todesfall pro Folge abgehandelt; vielmehr erstreckt sich ein einzelner Fall auf bis zu drei Folgen.
Von April bis Juli 2013 wurde die 6. (achtteilig) und zwischen 1. September und 13. November 2014 auch die 7. Staffel (sechsteilig) gedreht, die nacheinander ab dem 9. Dezember 2014 von ORF 1 ausgestrahlt wurden. 2015 wurde die 8. Staffel produziert. Ab 29. August 2016 wurden acht neue Folgen der 9. Staffel gedreht.
Die achte und neunte Staffel wurde zwar 2015 bzw. 2016 fertiggestellt, die Ausstrahlung wurde jedoch aus bilanztechnischen Gründen zunächst verschoben, da die Kosten für eine Produktion erst im Jahr der Ausstrahlung bilanzwirksam werden und bis 2017 nicht ausreichend Abspielbudget vorhanden war. Die achte Staffel wurde von Oktober bis November 2019 ausgestrahlt, die neunte und letzte wurde ab dem 14. September 2020 gesendet.
Diese beiden letzten Staffeln spielen nicht mehr im Dorf Ilm, sondern in Oberilm, in das die Ilmer flüchten müssen, nachdem ihr Dorf bei einer Flutkatastrophe versunken ist. Die "Flüchtlinge" werden zuerst in Zelten, dann bei Oberilmern untergebracht. Der Oberilmer Bürgermeister ist an den Finanzmitteln von Ilm interessiert und macht deswegen Sabine zur Bürgermeisterin. Es tauchen Doppelgänger von Mitzi und Franz Nothdurfter auf, Toni darf wieder als Hilfspolizist arbeiten. In der letzten Staffel ermitteln eigentlich nur mehr drei Frauen, da Pippa in Fernost weilt und nur mehr ab und zu akustisch am Geschehen teilnimmt.
Das Finale wird dann skurril. Das Ehepaar Oberholzer entpuppt sich als Agentenpaar a la Mr. und Mrs. Smith, ein Bus mit den Leichen von Weltverschwörern taucht auf, und dann entpuppt sich auch noch Toni als CIA-Agent, der sämtliche Hauptakteure eliminiert.
Um das unwiderrufliche Ende der Serie zu besiegeln, überfährt die Zirbnerin die beiden Drehbuchautoren, und nach dem für fast alle tödlichen Ende verabschieden sich die Hauptdarsteller.

## Besetzung
| Die vier Frauen                      | |                                                      |           |
| Juliane „Julie“ Zirbner              | Witwe, ab Ende der 3. Staffel mit Raphael Dorn liiert | Adele Neuhauser                                      | 1-        |
| Maria Salchegger                     | geborene Deng, ab der 3. Staffel mit Valentin Salchegger verheiratet, Dorfwirtin | Brigitte Kren                                        | 1-        |
| Sabine Schösswender                  | Gemeindesekretärin, Bürgermeisterin ab Staffel 7 | Martina Poel                                         | 1-        |
| Henriette Caspar                     | Ehefrau des in der ersten Folge ermordeten Medizinprofessors, „Henni“ oder „Frau Professor“ genannt, verlässt die Serie zu Beginn der 2. Staffel                                                                                 | Gaby Dohm                                            | 1-2       |
| Mona Brand                           | Ärztin, verlässt die Serie am Ende der 2. Staffel | Stephanie Japp                                       | 2         |
| Lola Brand                           | Ärztin, verlässt die Serie zu Beginn der 4. Staffel | Julia Stinshoff                                      | 3-4       |
| Philippa „Pippa“ Sponring            | Tochter von Julie Zirbner und Toni Steiger, lebte davor bei Adoptiveltern | Miriam Stein                                         | 4-8       |
| Nebendarsteller                      | |                                                      |           |
| Andreas „Andi“ Paulmichl (†)         | Polizist, ab der 3. Staffel Postenkommandant, wird zu Beginn der 7. Staffel von seiner Verlobten ermordet | Raimund Wallisch                                     | 1-6       |
| Toni Steiger                         | zuerst Briefträger, ab der 4. Staffel umgeschult zum Polizisten, Vater von Pippa Sponring | Gerhard Greiner                                      | 1-        |
| Franzi Deng                          | Koch/Gourmet, Sohn von Maria Deng und Pepperl Nothdurfter, Ex-Freund von Sabine Schösswender. Die beiden sind seit „Fensterlsturz“ wieder zusammen                                                                               | Michael Ostrowski                                    | 1-        |
| Rocco Schösswender                   | Sohn von Sabine Schösswender und Franzi Deng | David Knöbl, Lukas Schwaiger, David Christopher Roth | 1, 2-3, 6 |
| Pepperl Nothdurfter                  | Bürgermeister (bis Mitte der 3. Staffel) mit Hang zum Verdrehen von Redewendungen und Vater von Franzi Deng | Georges Kern                                         | 1-        |
| Maria „Mitzi“ Nothdurfter (†)        | Frau des Bürgermeisters, später selbst Bürgermeisterin (Mitte der 3.–6. Staffel). | Brigitte Jaufenthaler                                | 1-7       |
| Edith Brunner                        | Rettungssanitäterin, bis zur 3. Staffel Ordinationsgehilfin, ab der 4. Staffel Prostituierte und Inhaberin des Bordells „Saustall“                                                                                               | Gabriela Schmoll                                     | 1-        |
| Valentin Salchegger                  | Dorfwirt, verheiratet mit Maria Salchegger, hat einen Seitensprung mit Gerti Zeilinger | Charly Rabanser                                      | 1-        |
| Josef Brigl (†)                      | Versicherungsagent und Finanzberater, begeht in der 3. Staffel (Folge Sondermüll) Selbstmord | Serge Falck                                          | 1-3       |
| Helmut „Heli“ Bacher                 | Bankdirektor, im Zusammenhang mit Brigls Selbstmord ermordet seine Frau den Müllmann Prinz, woraufhin auch Heli Bacher aus der Serie ausscheidet                                                                                 | Carl Achleitner                                      | 1-3       |
| Isolde Bacher / Kupfner              | Angestellte und Frau von Heli Bacher | Viktoria Schubert                                    | 1-3       |
| Reinhold „Scheich“ Pfirlinger        | Tankstellenbesitzer, verkauft seine Tankstelle in der 3. Staffel | Elmar Drexel                                         | 1-3       |
| Dorfpfarrer Pilsudski                | wird in den Vatikan berufen | Sebastian Konrad                                     | 1-3       |
| Petra Patterer                       | Polizistin, hat eine Beziehung mit Andi Paulmichl, geht am Ende der 4. Staffel schwanger zu ihrer Schwester nach Island; man erfährt am Beginn der 5. Staffel, dass sie nicht mehr zurückkommen wird                             | Nike van der Let                                     | 3-4       |
| Raphael Dorn (†)                     | Pfarrer (Staffel 3), ab der 4. Staffel laisiert und mit Julie Zirbner liiert, stirbt zu Beginn der 6. Staffel bei einem Verkehrsunfall, "geistert" aber während der Staffel weiter                                               | Harald Schrott                                       | 3-6       |
| Wiebke Elsbeth Freifrau von Lüttwitz | aus Sachsen stammende Kellnerin, ab der 4. Staffel Prostituierte; wird in der 6. Staffel vom Dorfpfarrer schwanger | Marion Reiser                                        | 3-7       |
| Herta Siegwald (†)                   | schießwütige Polizistin; ab dem Ende der 4. Staffel Ersatz für Petra Patterer, ab der 6. Staffel Freundin von Toni Steiger; wird in Folge 55 von der Schwester des Manns, den sie im Dienst erschoss, mit einem Polster erstickt | Angelika Richter                                     | 4-8       |
| Anton Prinz                          | aus Vorarlberg stammender Pfarrer, Nachfolger von Raphael Dorn | Markus Linder                                        | 4-        |
| Gerti Zeilinger (†)                  | fromme Friseurin, hat einen Seitensprung mit Dorfwirt Valentin Salchegger. Stirbt in der 5. Staffel nach einem Sturz (auf einer Bananenschale ausgerutscht).                                                                     | Dagmar Kutzenberger                                  | 4-5       |
| Dr. Kleinhansl                       | Notarzt, mehrfacher Familienvater; zieht in der 6. Staffel nach Dorf Ilm | Thomas Stipsits                                      | 6-        |
| Lassacher (Lasse)                    | Elektriker, ab der 6. Staffel Pippas Freund | Andreas Kiendl                                       | 1-8       |
| Alois Schedl (Sauschedl)             | Landwirt | Andreas Giebel                                       | 7         |
| Franz Unterholzer                    | Bürgermeister von Oberilm | Christoph Krutzler                                   | 8-        |
| Klara Unterholzer (†)                | aus Deutschland stammende Frau des Oberilmer Bürgermeisters | Elena Uhlig                                          | 8-        |
| Oberholzer                           | Polizeipostenkommandant von Oberilm | Christian Strasser                                   | 8-        |
| Gudrun Oberholzer                    | Anwaltsekretärin und Frau des Oberilmer Polizeikommandanten | Karin Lischka                                        | 8-        |
| Nesrin                               | islamische Kriminalbeamtin | Amira El Sayed                                       | 8         |
| Roswitha Drey                        | Tankstellenbesitzerin von Oberilm (die Drey von der Tankstelle) | Doris Hindinger                                      | 8-        |
| Robert Frigutschnig (Frosti)         | Tiefkühlfahrer und Freund der Drey | Michael Fuith                                        | 8-        |
| Bernadette Gaultier                  | französische Entführerin von Franzi | Isabel Karajan                                       | 8         |
| Peggy                                | Campingplatzbesitzerin von Oberilm | Barbara Wussow                                       | 8         |
| Uschi Spatz                          | Operettensängerin, die Mitzi sehr ähnlich sieht | Brigitte Jaufenthaler                                | 9         |

## Regisseure
Die Regie wechselt auch innerhalb der Staffeln.
| Regisseur                           | Staffeln  |
| ----------------------------------- | --------- |
| Harald Sicheritz                    | 1         |
| Wolfgang Murnberger                 | 1-4, 6, 7 |
| Andreas Prochaska                   | 1,4       |
| Claudia Jüptner-Jonstorff           | 2         |
| Walter Bannert                      | 3         |
| Andreas Kopriva                     | 5         |
| Michael Riebl                       | 5         |
| Sabine Derflinger                   | 6         |
| Wolfgang Murnberger Andreas Kopriva | 9         |

## Episodenliste
| Sendung | Staffel | Folge | Titel            |
| ------- | ------- | ----- | ---------------- |
| 1       | 1       | 01    | Herzkasper       |
| 2       | 1       | 02    | Nebelsuppe       |
| 3       | 1       | 03    | Naturtrüb        |
| 4       | 1       | 04    | Vatermord        |
| 5       | 1       | 05    | Warm abtragen    |
| 6       | 1       | 06    | Künstlerpech     |
| 7       | 1       | 07    | Mondsüchtig      |
| 8       | 1       | 08    | Trockenschwimmer |
| 9       | 1       | 09    | Drachentöter     |
| 10      | 1       | 10    | Liebessumpf      |
| 11      | 2       | 01    | Schutzengel      |
| 12      | 2       | 02    | Rattengift       |
| 13      | 2       | 03    | Schlachtfest     |
| 14      | 2       | 04    | Scheinheilig     |
| 15      | 2       | 05    | Kopfüber         |
| 16      | 2       | 06    | Mundtot          |
| 17      | 2       | 07    | Blattschuss      |
| 18      | 2       | 08    | Zugeschüttet     |
| 19      | 3       | 01    | Baumsterben      |
| 20      | 3       | 02    | Blutsbande       |
| 21      | 3       | 03    | Sondermüll       |
| 22      | 3       | 04    | Totalschaden     |
| 23      | 3       | 05    | Fensterlsturz    |
| 24      | 3       | 06    | Feierabend       |
| 25      | 4       | 01    | Aufgespritzt     |
| 26      | 4       | 02    | Hexenwasser      |
| 27      | 4       | 03    | Liebesfalle      |
| 28      | 4       | 04    | Notlügen         |
| 29      | 4       | 05    | Kellerkinder     |
| 30      | 4       | 06    | Schweißtreiben   |
| 31      | 5       | 01    | Abgesoffen       |
| 32      | 5       | 02    | Mannsteufel      |
| 33      | 5       | 03    | Bauernschmaus    |
| 34      | 5       | 04    | Auferstanden     |
| 35      | 5       | 05    | Gottesurteil     |
| 36      | 5       | 06    | Zahltag          |
| 37      | 6       | 01    | Ausradiert       |
| 38      | 6       | 02    | Nachgeburt       |
| 39      | 6       | 03    | Totgepflegt      |
| 40      | 6       | 04    | Sündenbock       |
| 41      | 6       | 05    | Liebesknochen    |
| 42      | 6       | 06    | Dornenvogel      |
| 43      | 6       | 07    | Kurzschluss      |
| 44      | 6       | 08    | Schlussstrich    |
| 45      | 7       | 01    | Saumagen         |
| 46      | 7       | 02    | Gewissensbiss    |
| 47      | 7       | 03    | Himmelreich      |
| 48      | 7       | 04    | Denkzettel       |
| 49      | 7       | 05    | Hilfeschrei      |
| 50      | 7       | 06    | Kehraus          |
| 51      | 8       | 01    | Fluchtwelle      |
| 52      | 8       | 02    | Aufgetaucht      |
| 53      | 8       | 03    | Zweiundsiebzig   |
| 54      | 8       | 04    | Handkuss         |
| 55      | 8       | 05    | Wahnwitz         |
| 56      | 8       | 06    | Kälteschlaf      |
| 57      | 8       | 07    | Schmachtfetzen   |
| 58      | 8       | 08    | Schandgold       |
| 59      | 9       | 01    | Hirnverbrannt    |
| 60      | 9       | 02    | Lockvogel        |
| 61      | 9       | 03    | Menschenpferde   |
| 62      | 9       | 04    | Augenschein      |
| 63      | 9       | 05    | Faustrecht       |
| 64      | 9       | 06    | Untergriff       |
| 65      | 9       | 07    | Schlafpatrone    |
| 66      | 9       | 08    | Dankeschön       |

## Trivia
- Der Name des fiktiven Ortes „Dorf Ilm“ wurde von der österreichischen Filmproduktionsfirma Dor Film hergeleitet.
- In der 2. Folge der 2. Staffel umrahmt ein Sänger namens Roger Mitteregger die Begräbnisfeier der Verstorbenen. Sein Name ist eine Anspielung auf Roger Whittaker.
- Ab der vierten Staffel ist Toni Steiger nicht mehr Briefträger, sondern Polizist. Dies spielt auf den Umstand an, dass in Österreich 2009/10 vielen Postbeamten der Wechsel zur Polizei angeboten wurde, um den „richtigen“ Polizisten Innendiensttätigkeiten abzunehmen.[13][14]
- In der 1. Folge der 4. Staffel hat die bayerische Kabarettistin Monika Gruber einen Gastauftritt.
- In der 2. Folge der 4. Staffel gibt es viele Anspielungen auf den Korruptionsskandal von Ernst Strasser. Strasser war österreichischer EU-Abgeordneter und wurde 2011 im Laufe der „Cash-for-Laws“ Ermittlungen gefilmt, als er ein Angebot von zwei Lobbyisten (gespielt von britischen Reportern) annahm; nach Abschluss der Ermittlungen wurde dieses Video veröffentlicht. Gegen Ende der Folge wird auf dieses Video sehr detailliert angespielt. Der Bürgermeisterin Mitzi Nothdurfter wird ein Angebot unterbreitet; dabei wird sie in derselben Kameraperspektive wie Ernst Strasser gefilmt. Außerdem wird auch sein schlechtes Englisch persifliert.[15]
- In der 1. Folge der 5. Staffel treten zwei Beamte der Kriminalpolizei auf, deren Namen Anspielungen auf zwei österreichische Schriftsteller darstellen: Der männliche Beamte heißt Michael Köhlmeier, die weibliche Elfriede Jelinek.
- In der 2. Folge der 6. Staffel tritt ein Mann namens Konrad Bedenauer auf – eine Entstellung des ersten deutschen Bundeskanzlers Konrad Adenauer.
- In der 7. Staffel wird der Polizeiposten von Dorf Ilm geschlossen. Als Grundlage hierzu diente der „Dienststellenanpassungsplan 2014“ der österreichischen Innenministerin Johanna Mikl-Leitner, im Zuge dessen in ganz Österreich zahlreiche Polizeidienststellen geschlossen wurden.[16]
- In der 3. Folge der 7. Staffel bekommt Ilm "himmlischen" Besuch vom zwielichtigen Bischof Limburg-Elster, eine Anspielung an den Limburger Bischof Franz-Peter Tebartz-van Elst.
- Die Drey von der Tankstelle ist eine Anspielung an den Filmtitel Die Drei von der Tankstelle
- In der allerletzten Folge (8. Folge der 9. Staffel) spielen die beiden Drehbuchautoren Uli Brée und Rupert Henning selbst mit: Sie verkörpern zwei Drehbuchautoren, die vor Ort für ihre geplante Fernsehserie mit dem Titel "Die 4 Begräbnisweiber" recherchieren. Sie werden auf der Landstraße von Julie Zirbner überfahren, die die beiden Leichen dann auf den Rücksitz des Autos setzt und mit ihnen weiterfährt. Am Ende der Folge ist im Hintergrund zu sehen, wie die beiden aus dem Auto aussteigen und sich umarmen.